# 이문정 (고려의 문신)
이문정(李文挺)은 고려조(高麗朝) 충혜왕(忠惠王)의 대학자(大學者)이며 문신이다.  문학대(文學臺)에서 성리학을 가르치며 많은 제자와 인재를 양성하는 한편, 상소를 통 해 잘못된 국가의 정책을 바로 잡는데에 많은 공을 세웠다.  

## 생애
호는 황강(黃岡)  본관은 전주(全州)이며 출신지는 전라북도 전주(全州)이다.   
1330년(충숙왕 17)에 문과에 급제하여, 선산부사(善山府使), 정의대부(正議大夫) 판비서감사(判秘書監事)와 정당문학(政堂文學)을 지냈다. 단성익조좌명공신(端誠翊祚佐命功臣) 광정대부(匡靖大夫) 정당문학(政堂文學) 예문관대제학(藝文館大提學) 겸 지춘추관성균관사(兼知春秋館成均館事) 상호군으로 추봉되었다.
비서감사(秘書監事)를 지낼 때, 서원(書院) 폐지와 삼년상을 단축시킨 조정의 정책에 대해 반대하는 상소를 올려, 숭불사상을 억제하고 서원과 삼년상 제도를 부활시켰다. 관직에서 물러난 후 귀향하여 1357년(공민왕 6)에 전주시(全州市) 완산동(完山洞) 곤지산(坤地山) 아래에 문학대(文學臺)를 짓고, 성리학을 강론하며 후학과 인재를 길렀다. 문학대는 임진왜란 때 소실되었으나, 1824년(순조 24)에 후손들이 중건하였으며 전라북도 기념물 제24호로 지정되었다.
황강서원(黃岡書院)에 위패를 모시고 제사를 지내고 있으며, 이외에 조선시대 유학자인 이백유(李伯由)‧이경동(李瓊仝)‧이목(李穆)‧이덕린(李德隣)‧유인홍(柳仁洪)‧강해우(姜海遇) 등의 위패도 함께 모셔져 있다. 황강서원은 1868년(고종 5)에 서원 철폐령으로 없어졌으나, 1898년(광무 2)에 다시 세워졌다.
벼슬을 그만두고 내려온 이문정(李文挺)은 문학대(文學臺)에서 성리학을 가르치며 많은 제자와 인재를 양성하는 한편, 상소를 통 해 잘못된 국가의 정책을 바로 잡는데에 많은 공을 세웠다. 그후 이문정(李文挺)의 학문과 공적을 기리기 위해 황강서원(黃岡書院)에 그의 위패를 모셔두고 제사 지내고 있다.

## 가족 관계
- 할아버지(祖父): 고려(高麗) 증봉익대부(贈奉翊大夫) 판도판서(版圖判書) 전주 이씨(全州 李氏) 이배(李培)
- 외할아버지(外祖父): 고려(高麗) 고종조(高宗朝) 정순대부(正順大夫) 예의판서(禮儀判書) 검교장군(檢校將軍) 진위군(振威君) 진위 이씨(振威 李氏) 이자영(李自英)
- 아버지(父): 고려(高麗) 증봉익대부(贈奉翊大夫) 예의판서(禮義判書) 전주 이씨(全州 李氏) 이여(李輿)
- 어머니(母): 고려(高麗) 고종조(高宗朝) 정순대부(正順大夫) 예의판서(禮儀判書) 검교장군(檢校將軍) 진위군(振威君) 진위 이씨(振威 李氏) 이자영(李自英)의 딸
- 아들 : 고려(高麗) 순성보조공신(純誠補祚功臣) 자헌대부(資憲大夫) 호조판서(戶曹判書) 겸지의금부사(兼知義禁府事) 이몽(李蒙)

## 참고 문헌
- 등과록전편(登科錄前編)』(규장각한국학연구원[古 4650-10])
- 황강서원지
- 대한충의효열록
- 전라문화의 맥과 전북인물
- 『금곡집(錦谷集)』 卷14, 墓碣, [완산군 묘갈후기(完山君墓碣後記)]